# 캐시디 레드
《캐시디 레드》(Cassidy Red)는 미국에서 제작된 맷 크누센 감독의 2017년 액션, 드라마 영화이다. 애비 아일랜드 등이 주연으로 출연하였다.

## 출연

### 주연
- 애비 아일랜드
- 데이빗 토마스 젠킨스
- 제이슨 그라슬